# هانس فوس
هانس فوس (بالألمانية: Hans Voß)‏ هو عسكري ألماني، ولد في 28 أبريل 1894 في Schellhorn ‏ في ألمانيا، وتوفي في 29 مايو 1973 في أويتين في ألمانيا.